# Кремень, Пинхус
Пи́нхус Креме́нь (фр. Pinchus Krémègne; 28 июля 1890, Желудок, Российская империя — 5 апреля 1981[…], Сере, Восточные Пиренеи) — французский художник, принадлежавший к Парижской школе. Кроме живописи, занимался также скульптурой и графикой.

## Биография
Родился в еврейской семье, отец — ремесленник. В 1909—1910 учился в художественной школе Вильно, где познакомился с Сутиным и Кикоиным.
В 1912 поселился в Париже, в интернациональном общежитии художников «Улей» (фр. La Ruche). Познакомился с Шагалом, Леже, Цадкиным, Модильяни, Дереном. В 1914 году выставил три скульптурные работы в Салоне Независимых.
В Первую мировую войну жил в Париже. В этот период его картинами начали интересоваться парижские коллекционеры (Поль Гийом, Леопольд Зборовский). В 1918 поселился в Сере, наезжал в Париж, в 1920-х годах много путешествовал (Корсика, Швеция).
Вторую мировую войну провёл на юге Франции, в департаменте Коррез, был наёмным работником в деревне. В 1945 поселился в Сере.
Похоронен в Париже на кладбище Монпарнас.
Девять его живописных произведений хранятся в Корпоративной коллекции Белгазпромбанка в Минске.

## Выставки
При жизни художника его персональные выставки не раз проходили в Париже, а также в Лондоне, Филадельфии, Лозанне, Женеве и других городах. В 2005 году несколько его работ экспонировались в Москве (галерея «Улей» и др.)